# Джурин (Чортківський район)

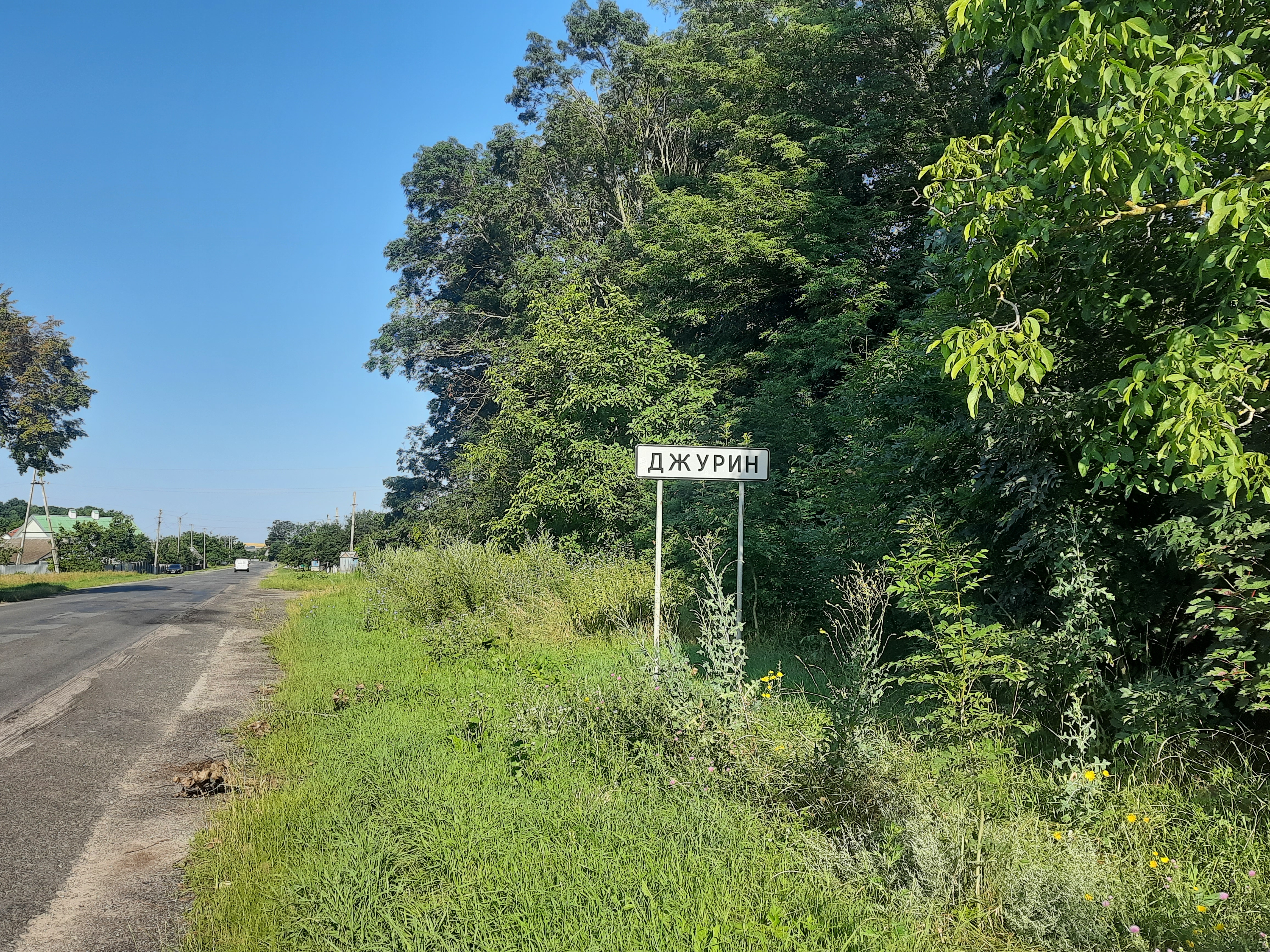
Дорожній знак при в'їзді в село

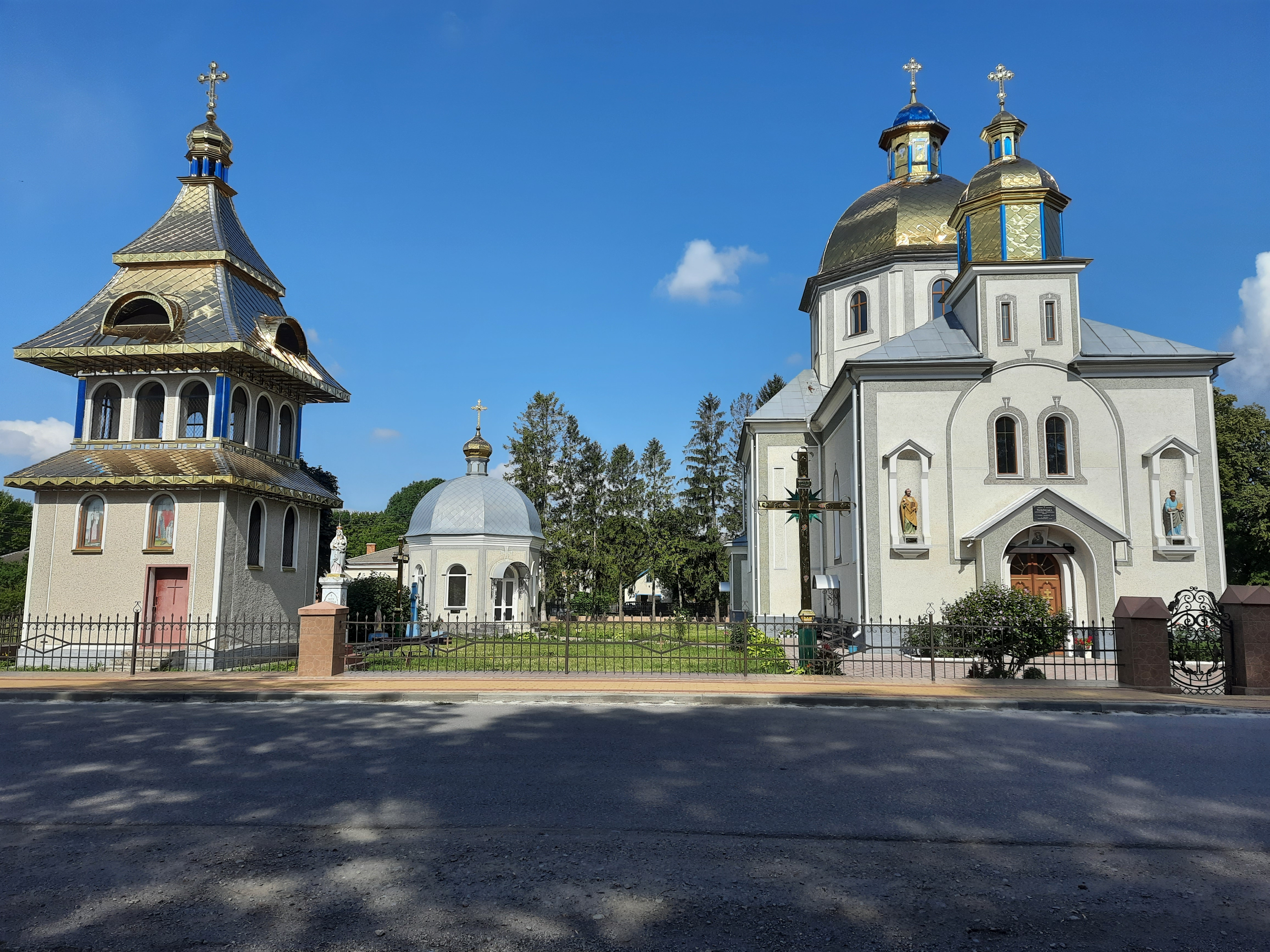
Церква Успіння Праведної Анни (ПЦУ) 1902р

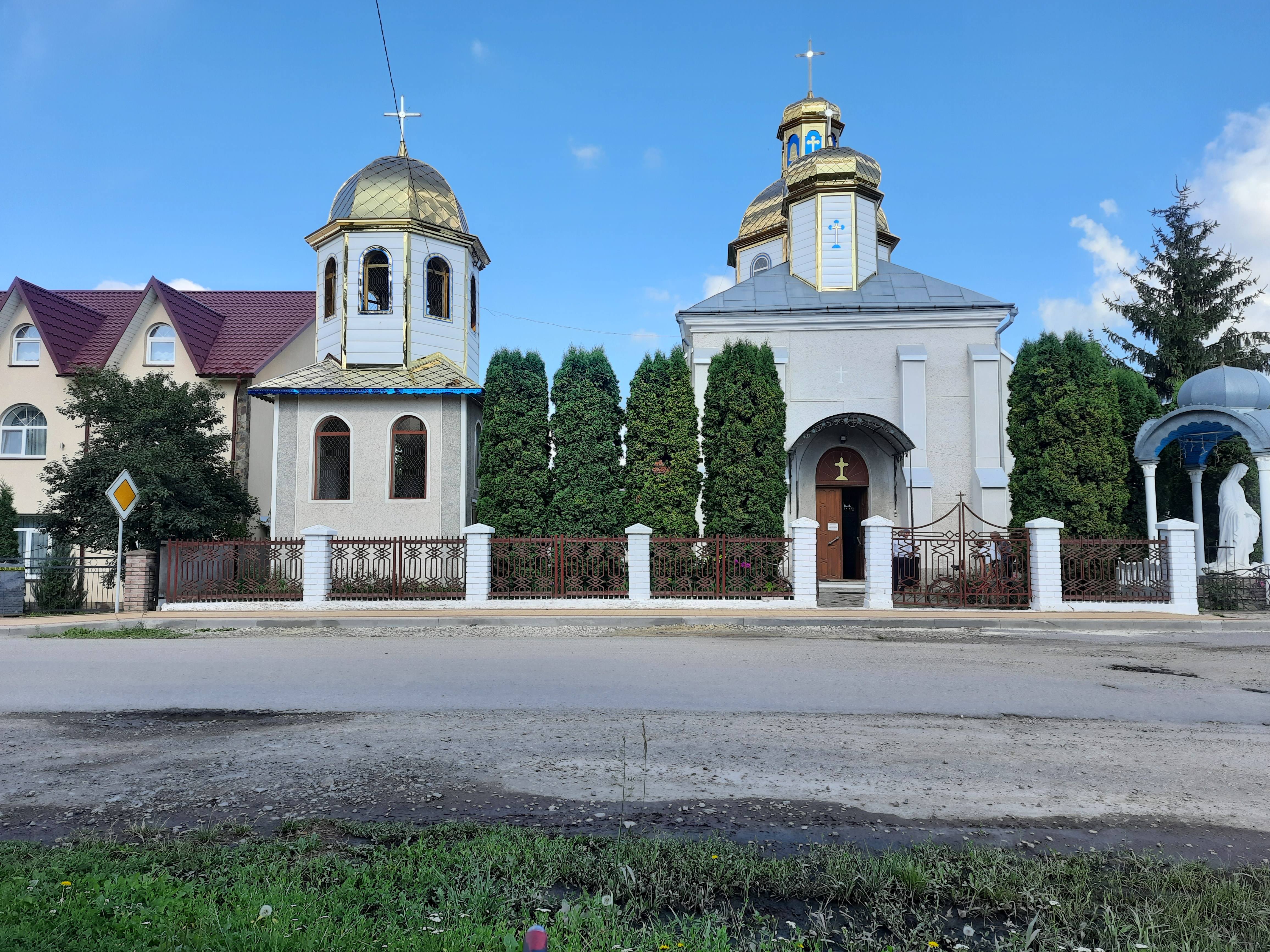
Церква Успіння Святої Анни (УГКЦ; 1938)

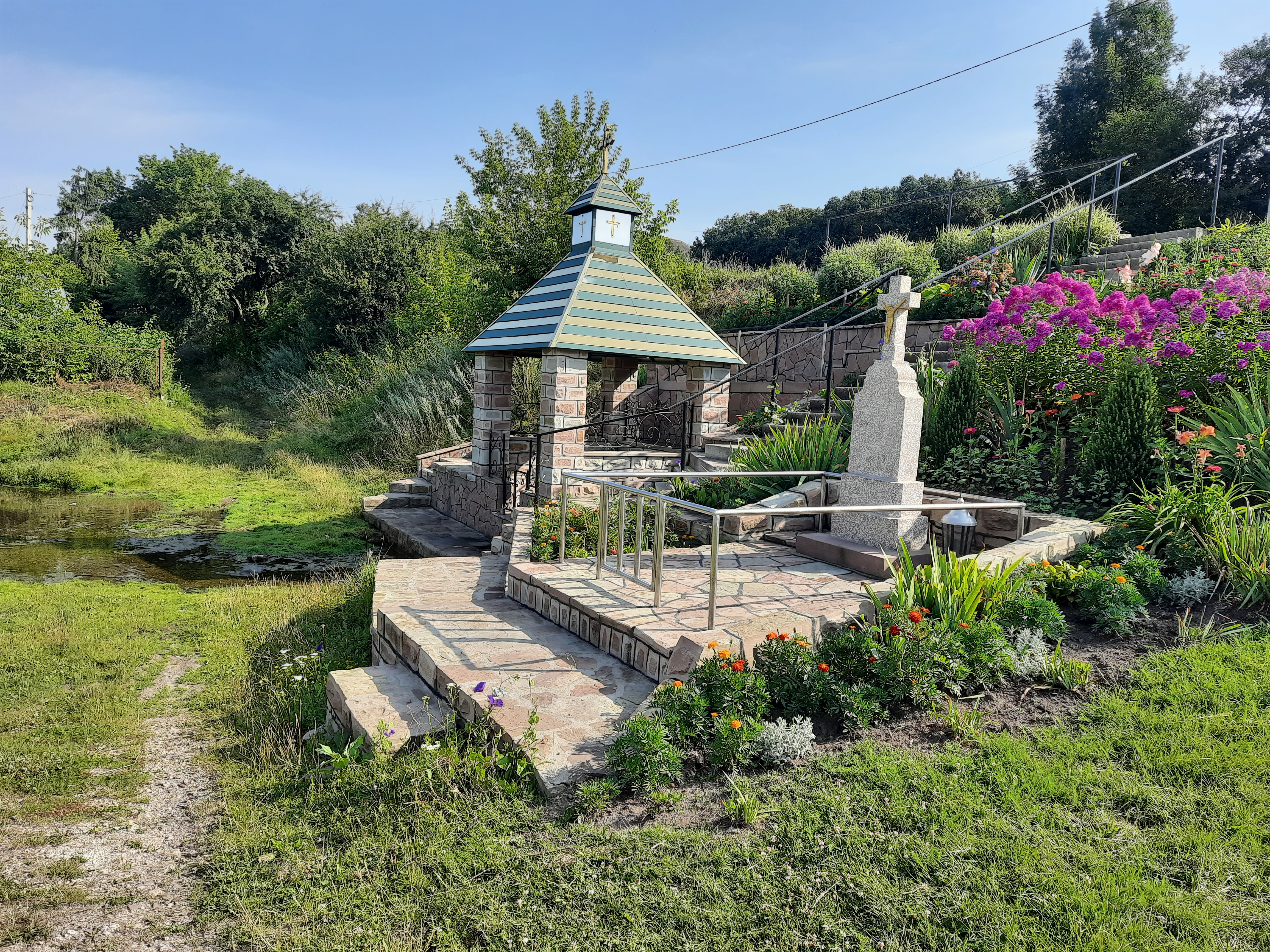
Джерело «Прало»

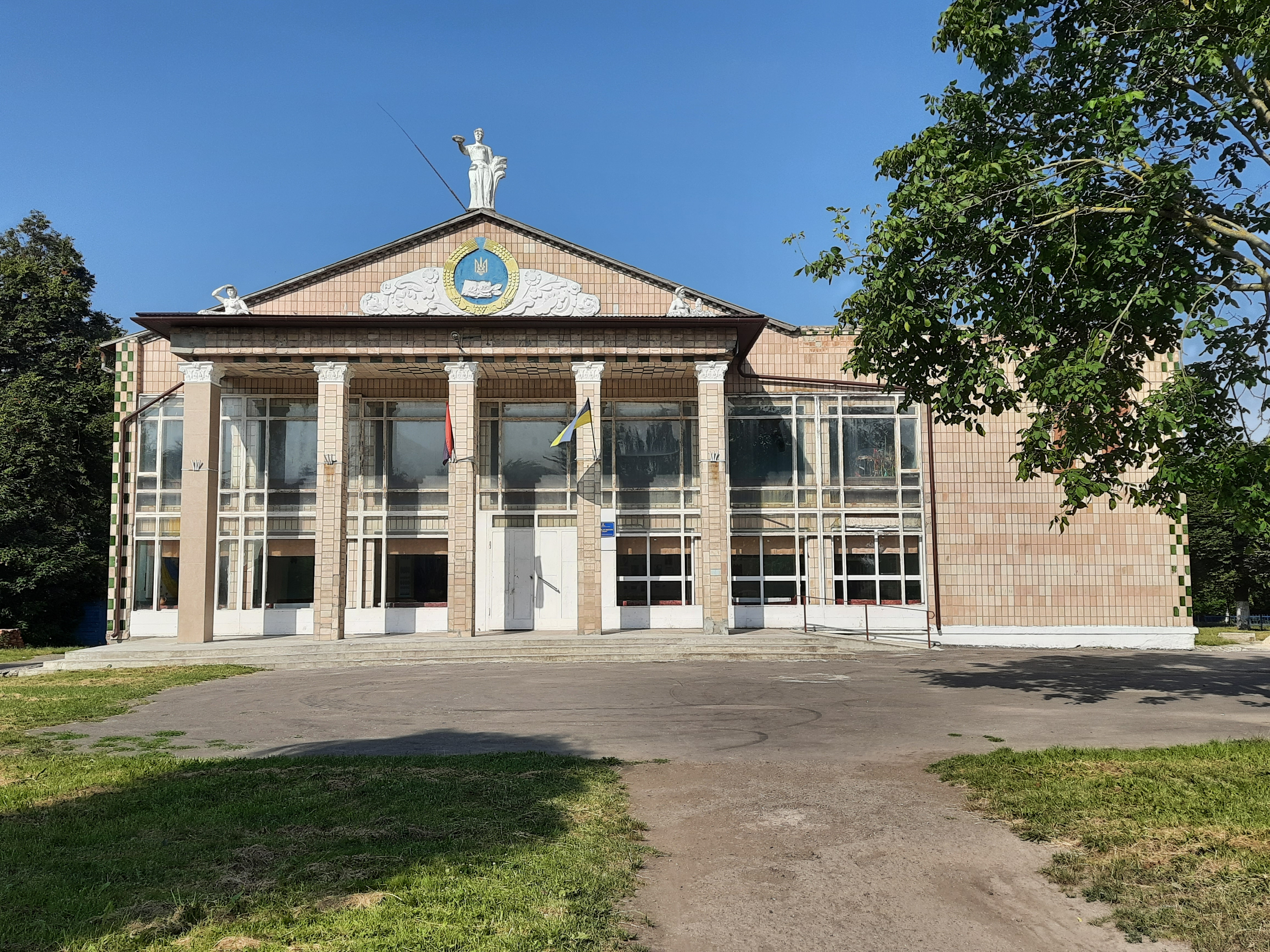
Будинок культури

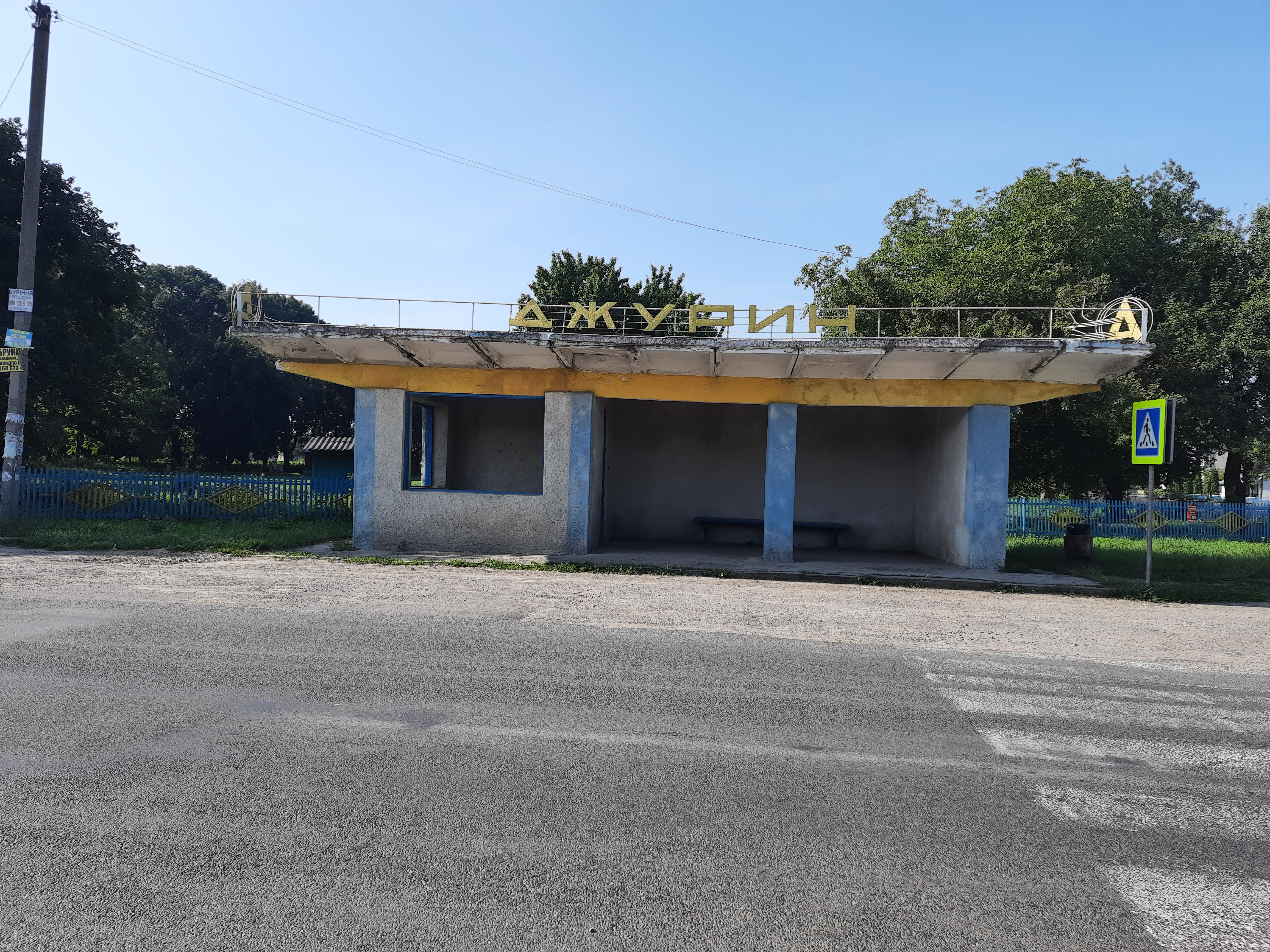
Автобусна зупинка

Джури́н — село в Україні, Тернопільська область, Чортківський район, Білобожницька сільська громада. Адміністративний центр колишньої Джуринської сільської ради, якій було підпорядковане село Джуринська Слобідка. До села приєднано хутори Бучацький (Бучацька) і Кадуб.

## Назва
За переказами, назва села походить від слова «джура». На думку вченого О. Трубачова, назва р. Джурин, а відтак і села походить від німецького слова «gerund», що означає джерело.

## Розташування
Розташоване на правому березі р. Джурин, ліва притока Дністра, за 18 км від районного центру; залізнична зупинка. Через село пролягли автошлях Т 2001 і залізниця Чортків–Бучач.
Територія — 3,02 км². Дворів — 449.

## Пам'ятки природи
- Джерело «Дзюрудло»
- Джерело «Прало»

### Місцевості
- Бучацький (Бучацька) — хутір приєднаний до с. Джурин; розташований за 1 км від нього. У 1952 р. на хуторі — 3 будинки, 6 жителів.
- Кадуб — хутір приєднаний до с. Джурин; розташований за 0,2 км від нього. У 1952 р. на хуторі — 2 будинки, 6 жителів.[2]

## Історія

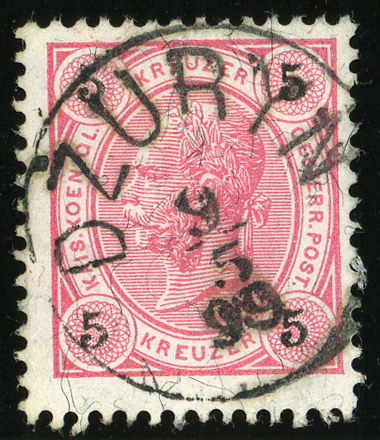
Австрійська поштова марка у 5 крейцерів 1890 року випуску зі штампом канцелярії Джурина

Перша письмова згадка датована 1607 роком.
У Джурині була дерев'яна церква (1773 р.).
1785 р. в селі проживали 667 осіб.
1880 р. велика земельна власність належала Миколі Волянському; 1902 р. — Марії Богуцькій.
У 1884 р. відкрита Залізниця Станиславів — Гусятин зі станцією в селі.
За статистикою, у селі в 1900 р. — 1794 жителі, 1910—1907, 1921—1836, 1931—1986 жителів; у 1921 р. — 323, 1931—421 двір. За Австро-Угорщини функціонували 2-класна школа з українською мовою навчання; за Польщі — 5-класна утраквістична (двомовна).
Деякі мешканці Джурина виїхали на заробітки у Канаду, Арґентину і США.
Під час Першої світової війни до Леґіону УСС зголосився мешканець села Володимир Починок.
Біля Джурина відбувалися бої російських і австро-угорських військ. Ці події описані в творах письменника-мемуариста, ґенерал-майора Кубанського козачого війська Євгена Тихоцького, який за один з таких боїв нагороджений орденом Святого Георгія 4-го ступеня.
Під час пацифікації в Джурині польські жандарми знищили зерно, борошно, ікони в хатах мешканців.
10 жовтня 1930 р. за приналежність до УВО та ОУН засуджено пароха села о. М. Івахнюка, студентів Антона Івахнюка та Омеляна Тарнавського, М. Білинського, М. Горячого, В. Карочка, С. Олеськіва, М. Ростковича;
19 березня 1931 р. — Олексу Ганкевича, Юліана Думного, Миколу Кузьмака, Петра Опиханого, Осипа Осадчука, Володимира Пирога, Любомира Прокоповича, Мирослава Чорненького.
1 серпня 1934 року село увійшло до складу новоутвореної сільської гміни Джурин (гміна).
У лютому 1939 р. за розповсюдження листівок ОУН засуджено мешканця Джурина Романа Мончаківського.
Протягом 1939—1941 рр. у Чортківській тюрмі органи НКВС замучили жителів села Пилипа Винника та Миколу Іванціва;
20–21 липня 1941 р. розстріляли в Умані на Черкащині Миколу Квасницю та Миколу Сисака. Перед Другою світовою війною в селі зведено костел. До ОУН належала мешканка Джурина Марія Стадник (нар. 1927), згодом зв'язкова УПА.
Під час німецько-радянської війни загинули або пропали безвісти у Червоній армії 85 мешканців села:
- Петро Андрухов (нар. 1924);
- Степан Андрухов (нар. 1903),
- Ярко Андрюшин (нар. 1907),
- Василь Блаженко(нар. 1911),
- Володимир Блаженко (нар. 1924),
- Михайло Блаженко (нар. 1917),
- Теодор Блаженко (нар. 1923),
- Ярослав Блаженко (нар. 1919),
- Іван Боднарчук (нар. 1910),
- Степан Боднарчук (нар. 1916),
- Михайло Брек (нар. 1923),
- Петро Бурко (нар. 1924),
- Іван Велещук (нар. 1910),
- Яким Винник (нар. 1926),
- Роман Гаврилюк (нар. 1919),
- Іван Гнатів (нар. 1921),
- Григорій Гребенюк (нар. 1903),
- Василь Гушляк (нар. 1919),
- Михайло Дацишин (нар. 1914),
- Семен Дацишин (нар. 1900),
- Михайло Десь (нар. 1911),
- Йосип Дзвіка (нар. 1926).

В УПА воювали:
- Богдан Альбін,
- Йосип Андрухів,
- Михайло Блаженко,
- Федір Блаженко,
- Євген Братків,
- Іван Братків,
- Роман Іванович Братків,
- Роман Семенович Братків,
- Василь Брик,
- Михайло Брик,
- Антін Грицик,
- Михайло Гулак,
- Василь Зозуля,
- Микола Івахнюк,
- Йосип Кучер,
- Роман Мончаківський.

За зв"язок з підпіллям засуджені Віра Коцюк, Михайлина Ціцерська, Юлія Федів, Стефанія Коцюк, Марія Стадник, Галина Стадник, Ганна Данилюк (1923-1981, до шлюбу Стадник). У селі після 13-річного заслання (1944-1957) жив і похований Григорій Данилюк (1923-1997) - районовий референт Надвірнянщини з ідеології , псевдо "Яструб".

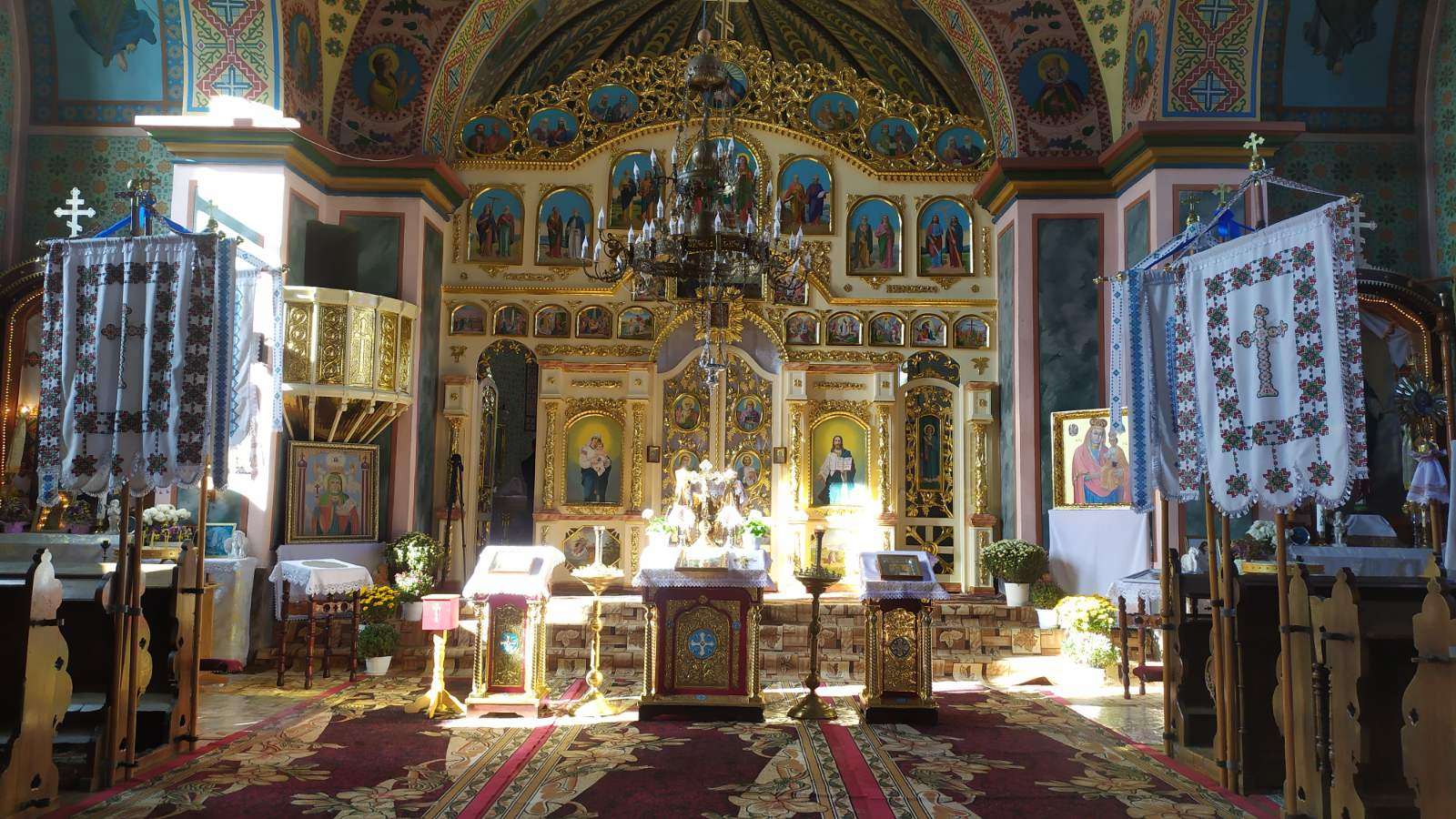
Село Джурин Чорткіського району Тернопільської області

З 26 листопада 2020 року Джурин належить до Білобожницької сільської громади.
12 червня 2020 року, відповідно до розпорядження Кабінету Міністрів України № 724-р «Про визначення адміністративних центрів та затвердження територій територіальних громад Тернопільської області» увійшло до складу Білобожницької сільської громади.
19 липня 2020 року, в результаті адміністративно-територіальної реформи та ліквідації Чортківського району (1940—2020), увійшло до складу новоутвореного Чортківського району.

## Населення

### Мова
Розподіл населення за рідною мовою за даними перепису 2001 року:
| Мова            | Кількість | Відсоток |
| --------------- | --------- | -------- |
| українська      | 1280      | 99.46%   |
| російська       | 3         | 0.38%    |
| білоруська      | 1         | 0.08%    |
| інші/не вказали | 1         | 0.08%    |
| Усього          | 1289      | 100%     |

## Релігія
- церква Успіння праведної Анни (ПЦУ[9]; 1902; кам’яна),
- храм Успіння святої Анни (УГКЦ; 1938; реставрована з колишнього костелу у 2000).

## Пам'ятники

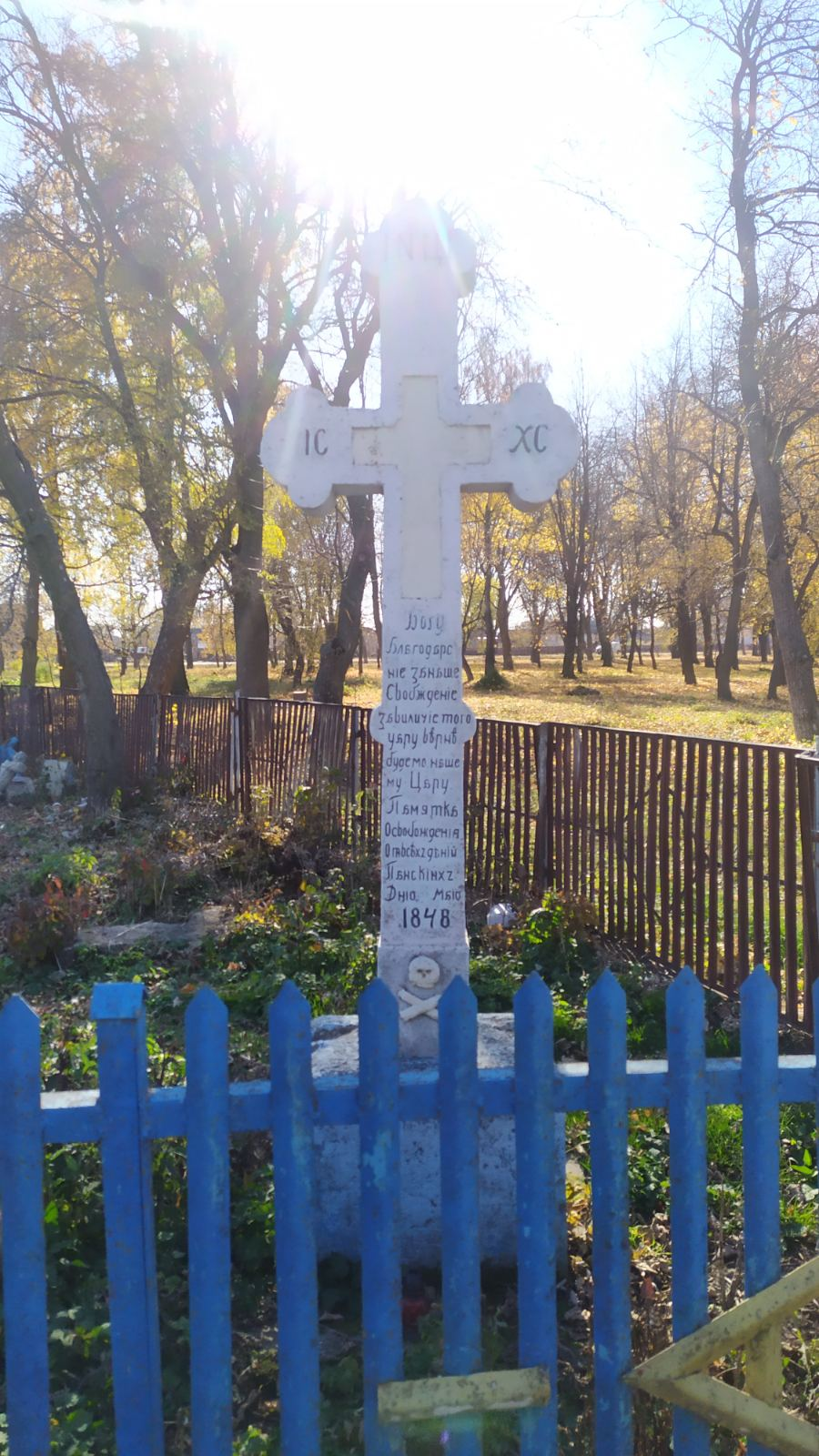
Хрест на честь скасування панщини, с. Джурин

1993 року насипано символічну могилу Борцям за волю України.
Споруджено:
- пам'ятник воїнам-односельцям, полеглим у німецько-радянській війні (1967);

Встановлено:
- пам'ятний хрест на честь скасування панщини;
- фігуру Пресвятої Богородиці (2002).

## Населення
| 1794 | 1907 | 1836 | 1986 | 1161 | 1131 |

### Мовні особливості
У селі побутує говірка наддністрянського говору. До «Наддністрянського реґіонального словника» внесено такі слова та фразеологізми, вживані у Джурині:
- блят (верхня частина плити)
- воринє (жердка)
- вужиско (мотузка, якою прив'язують рубель)
- гробовиско (місце поховання тварин)
- гулькотіти (геглготати (про індиків)
- засівки (манжети)
- змолоцок (молотник)
- каравуш (віз для перевезення картоплі)
- кобелі (кошик)
- логожина (зарості)
- моркв'єнє (гичка моркви)
- оповка (торба, у якій дорогою коням дають сіна)
- тра (треба, потрібно)
- траба (треба, потрібно)
- трунва (труна)
- ув'яска (ув'язь, ремінь, який скріплює било ціпа з держаком)
- цмок (затягати, засмоктувати (про болото)
- чворак (будинок, у якому живе чотири родини найманих робітників)
- черкати (кресати кресалом)
- чоловічок (зіниця)
- шушувиця (сочевиця)
- щепка (живець для щеплення)
- юрко (коротка палка, якою в'яжуть снопи)

## Соціальна сфера
Жителі Джурина займалися рільництвом, ткацтвом, столярством, кравецтвом.
За Австро-Угорщини працювали пошта, залізнична станція, корчма, кілька єврейських крамниць.
Діяли філії товариств «Просвіта», «Луг», «Союз Українок», «Рідна школа» та інших; кооператива «Згода», читальня ім. Качковського з кооперативою «Джерело».
1927 р. побудовано читальню «Просвіти» — з ініціативи Івана Блаженка, який повернувсь із США. При читальні працювали бібліотека, філії «Союзу Українок» та інших товариств. У селі функціонували духовий оркестр, театральний гурток, хор (керівник Антон Івахнюк).
Нині працюють школа, дитячий садочок (від 1964 року), громадський музей духовного відродження «Берегиня» (1972), Будинок культури, бібліотека, музична школа, амбулаторія загальної практики та сімейної медицини, відділення зв'язку, пекарня, млин, торговий центр, стадіон

## Відомі люди
Народилися:
- Євген Баран (нар. 1961) — науковець, літературознавець, член НСПУ, громадський діяч, заслужений працівник культури України;
- Іван Боднар (1897 — ?) — вчений у галузі сільського господарства;
- Володимир Горин (1968— 2022) - український військовик, учасник російсько-української війни[11].
- Гречаний Володимир (1968— 2022) — український військовик, учасник російсько-української війни[12].
- Стефан Квасниця (1893—1969) — громадський діяч;
- Костянтин Кузик (псевд. — Кость Джуринка, Подруцький, Джуринський; 1909—1989) — педагог, письменник, літературо- і мистецтвознавець, фольклорист, публіцист, перекладач, редактор (Польща);
- Євген Лащик (1937—1995) — філософ (США);
- Мирон Маланюк (1931—2011) — вчений у галузі математики, професор, педагог, громадський діяч;
- Орест Маланюк (1939—1971) — педагог, громадський діяч;
- Ольга Нагаєвська (до шлюбу — Цепенда; 1918—2013) — громадська діячка;
- Іван Німчук (1891—1956) — журналіст, видавець, редактор, громадський діяч, політв'язень (Канада);[13]\
- Олександр Петришин (01.10.1976 - 01.10.2022) - український військовик, учасник російсько-української війни. [14]
- Володимир Починок — підхорунжий УГА;[15]
- Мар'ян Починок (1931—1996) — заслужений учитель Української РСР, громадський діяч, господарник;
- Тамара Сеніна — журналістка, краєзнавиця, літераторка, членкиня НСЖУ (2007), директорка (з 2002) Крем'янецького літературно-меморіального музею Юліуша Словацького;[16]
- Костянтин Кузик (1909—1989) — педагог, письменник, фольклорист;[17]
- Сисак Андрій (нар. 1919) — власник торговельного підприємства, в'язень «Берези Картузької»;[18]
- Лев Турбацький (1876—1900) — літератор;
- Василь Палажук — актор;
- Кирило Цепенда (1914—2003) — диригент;
- Іван-Юліян Шпитковський (1880—1969) — історик, педагог, громадський діяч;
- Олександр-Станіслав Шпитковський (1881—1969) — релігійний діяч, педагог, історик, громадський діяч;
- Дмитро Недипіч (нар. 1952) — лікар, кандидат медичних наук;
- Ярослав Данилюк (нар. 1960) - перший заступник НЕК УКРЕНЕРГО;
- Руслан Коцюк (1978—2014) — старший лейтенант, загинув під час прориву з оточення під Іловайськом, перепохований в рідному селі[19]

Проживали:
- Плиска Михайло — український селянин, громадсько-політичний діяч, делегат Української Національної Ради від Бучацького повіту.[20]